# Kazimierz Mijal

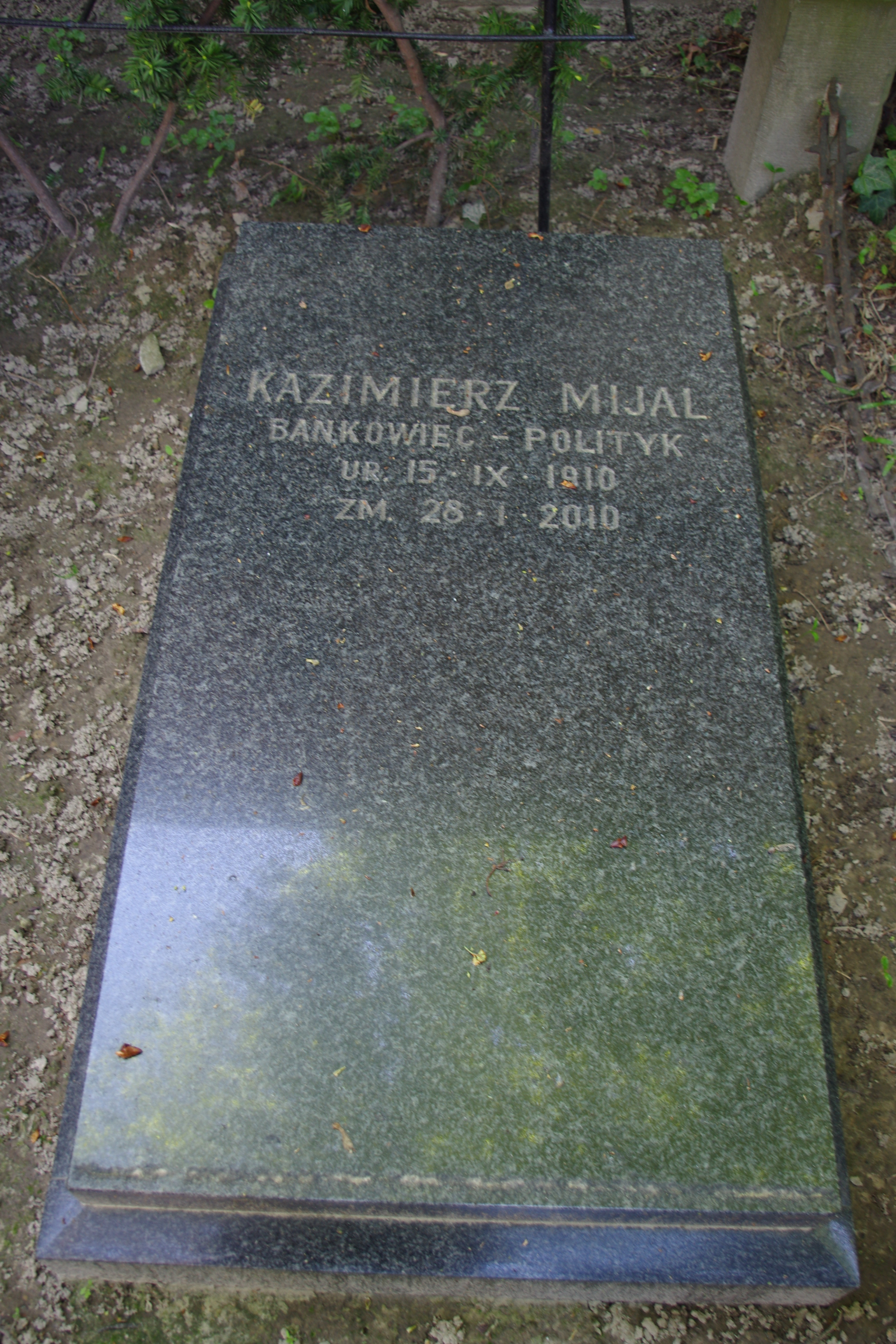
Grób Kazimierza Mijala na Cmentarzu Ewangelicko-Reformowanym w Warszawie

Kazimierz Romuald Mijal (ur. 15 września 1910 w Wilkowie Pierwszym, zm. 28 stycznia 2010 w Warszawie) – polski ekonomista i polityk komunistyczny, podczas II wojny światowej współpracownik Pawła Findera i Marcelego Nowotki, a następnie Bolesława Bieruta; sekretarz i poseł do Krajowej Rady Narodowej, poseł na Sejm Ustawodawczy oraz na Sejm PRL I kadencji. W czasach stalinowskich należał do grupy najbardziej wpływowych polskich polityków. Odsuwany stopniowo od władzy po 1956, powołał konspiracyjną Komunistyczną Partię Polski, stał się zwolennikiem maoizmu i wyemigrował do Albanii, skąd prowadził agitację na rzecz komunizmu. Prezydent Łodzi (1945–1947), minister gospodarki komunalnej (1950–1952), minister-szef Urzędu Rady Ministrów (1952–1956) oraz minister gospodarki komunalnej (1956–1957).

## Życiorys
Jego rodzicami byli Karol i Antonina, którzy z poprzednich swoich związków mieli łącznie 17 dzieci. Jako dziecko oddany krewnym, musiał pracować na swoje utrzymanie. Choć rodzice byli analfabetami, sam ukończył szkołę powszechną i średnią, po czym podjął wieczorowe studia w Szkole Nauk Politycznych. Po odbyciu służby wojskowej otrzymał pracę w Komunalnej Kasie Oszczędności w Warszawie, pracował tam również w czasie okupacji. W pracy poznał Jadwigę Gniewkowską, komunizującą malarkę, z którą się ożenił. Dzięki żonie wszedł w środowisko polskich komunistów.
Działalność polityczną rozpoczął w czasie wojny, w 1941, w tajnej organizacji „Proletariusz”, potem od 1942 był członkiem Polskiej Partii Robotniczej (w 1943 II sekretarz komitetu warszawskiego). Był współorganizatorem akcji ekspropriacyjnej Gwardii Ludowej, w wyniku której przejęto z KKO ponad 1 mln złotych. Był sekretarzem i posłem Krajowej Rady Narodowej, ponadto pełnił mandat na Sejm Ustawodawczy oraz na Sejm PRL I kadencji.
W okresie od 21 stycznia do 6 marca 1945 pełnomocnik Rządu Tymczasowego na Łódź i okręg łódzki. Od 7 marca 1945 do 17 lutego 1947 prezydent Łodzi. W latach 1945–1946 był też prezesem Łódzkiego Klubu Sportowego. Od 1945 do 1948 zastępca członka Komitetu Centralnego PPR. W 1946 był w stopniu podpułkownika. Od 1947 do 1948 dyrektor Biura Rady Narodowych Rady Państwa, w latach 1947–1950 szef kancelarii cywilnej prezydenta RP Bolesława Bieruta (od 1948 również szef Kancelarii Rady Państwa). Od grudnia 1948 członek Polskiej Zjednoczonej Partii Robotniczej, do marca 1959 był członkiem jej Komitetu Centralnego.
Następnie od 28 kwietnia 1950 do 21 listopada 1952 minister gospodarki komunalnej, po czym od 21 listopada 1952 do 1 lutego 1956 minister-szef Urzędu Rady Ministrów, a następnie – do 27 lutego 1957 – ponownie minister gospodarki komunalnej.
Po dojściu do władzy Władysława Gomułki odsunięty od istotnych funkcji w aparacie. Został szefem Banku Inwestycyjnego, a funkcję pełnił do 1965, po czym do 1966 był dyrektorem ds. ekonomicznych Zjednoczenia Przemysłu Budowy Maszyn Ciężkich „Zemak”. Uznawany za zwolennika frakcji natolińczyków. Gomułkę krytykował za kompromis z Kościołem katolickim i zaniechanie kolektywizacji. Członkiem PZPR przestał być w 1966.
W 1965 założył nielegalną Komunistyczną Partię Polski, w której pełnił funkcję przewodniczącego Tymczasowego Komitetu Centralnego. Skłaniał się ku poglądom Mao Zedonga. 14 lutego 1966 wyjechał nielegalnie z Polski (posługując się paszportem wydanym przez Ambasadę Albanii na nazwisko Servet Mehmetka) przez Berlin do Albanii. Za pośrednictwem Radia Tirana nadawano wówczas audycje w języku polskim, przeznaczone dla słuchaczy w kraju, w których odczytywano odezwy propagujące koncepcje socjalizmu maoistycznego. Po latach Mijal umniejszał swój wkład w pracę Radia Tirana, choć treść audycji wykazuje jednoznaczne podobieństwo do jego własnych poglądów. Dzięki protekcji Envera Hoxhy w 1966 roku udał się w podróż do Chin. Na emigracji jako „sekretarz generalny KPP” kierował partią poprzez ambasady wspomnianych państw – z tego powodu Służba Bezpieczeństwa monitorowała w pewnym okresie budynek ambasady chińskiej w celu zdekonspirowania jego współpracowników w kraju. Po śmierci Mao stosunki Hoxhy z Chinami uległy pogorszeniu i w 1977 roku Mijal musiał opuścić Albanię. Osiadł w Chinach, jednak nie mógł się pogodzić z reformami Denga Xiaopinga i w 1983 roku powrócił potajemnie do kraju. Próbował, bezskutecznie, reaktywować KPP – partia istniała do 1996, ale nie miała znaczenia politycznego.
Aresztowany 16 listopada 1984 roku, po ujęciu w trakcie kolportażu ulotek. Zwolniony po 3 miesiącach. W tym samym czasie ówczesne władze bezskutecznie próbowały przypisać mu śmierć ks. Jerzego Popiełuszki. Ostro krytykował ówczesne kierownictwo PZPR i ruch „Solidarności”, uznając je za organizacje dążące do obalenia socjalizmu i przywrócenia kapitalizmu. Wspierał w swojej publicystyce działania Zjednoczenia Patriotycznego „Grunwald” i inne środowiska nacjonalistyczne, ale nie odegrał już żadnej roli w polityce.
W 2001 w „Nowym Państwie” ukazał się jego duży wywiad udzielony Robertowi Mazurkowi, w którym opowiedział o swej działalności politycznej. W 2007 Kazimierz Mijal otrzymał honorowe członkostwo Frontu Narodowo-Robotniczego. Przeciwnik Unii Europejskiej, oskarżany o antysemityzm.
Zmarł 28 stycznia 2010. 3 lutego 2010 został pochowany w Warszawie na Cmentarzu Ewangelicko-Reformowanym (kwatera K1-2-16).

## Prace
- „Przyczyny upadku realnego socjalizmu w Polsce – zbiór tekstów”
- „Wybory prezydenckie”
- „Socjalizm robotniczy”
- „Plan likwidacji socjalizmu”
- „Udział syjonistów w niszczeniu polskiego ruchu socjalistycznego”
- „Rewizjoniści i nacjonaliści żydowscy w walce z polskim ruchem robotniczym”
- „Obrona proletariatu i godności Narodu Polskiego”
- „Federacja Republiki Krajów Słowiańskich”
- „Federacja wolnych i równych narodów Europy – nie dla UE i NATO”
- „Haniebna rola żydowskich nacjonalistów"

## Ordery i odznaczenia
- Order Krzyża Grunwaldu II klasy (2 maja 1946)[13]
- Krzyż Komandorski Orderu Odrodzenia Polski (19 lipca 1946)[14]
- Złoty Krzyż Zasługi (16 stycznia 1946)[15]
- Medal za Warszawę 1939–1945 (17 stycznia 1946)[16]
- Krzyż Komandorski Orderu Lwa Białego (Czechosłowacja, 1947)[17]